# 22 tháng 2
Ngày 22 tháng 2 là ngày thứ 53 trong lịch Gregory. Còn 312 ngày trong năm (313 ngày trong năm nhuận). Ngày này có tần suất cao rơi vào thứ hai, thứ tư, hoặc thứ sáu (58 lần mỗi 400 năm) hơn là thứ bảy hoặc chủ nhật (57 lần), và hơi ít khả năng rơi vào thứ ba hoặc thứ năm (56 lần).

## Sự kiện
- 705 – Sau cuộc chính biến tại Trường An, Hoàng đế Võ Tắc Thiên bị buộc phải truyền vị cho con là Thái tử Lý Hiển, Lý Hiển lên ngôi vào hôm sau, tức Đường Trung Tông, tức ngày Ất Tị (24) tháng 1 năm Ất Tị.
- 903 – Sau một thời gian dài bị bao vây, Phượng Tường tiết độ sứ Lý Mậu Trinh buộc phải giao Đường Chiêu Tông cho Tuyên Vũ tiết độ sứ Chu Toàn Trung.
- 1371 – Robert II trở thành quốc vương của người Scots, là quân chủ đầu tiên của Nhà Stuart.
- 1889 – Tổng thống Hoa Kỳ Grover Cleveland ký dự luật thành lập các tiểu bang Bắc Dakota, Nam Dakota, Montana, và Washington.
- 1904 – Anh Quốc bán một trạm khí tượng trên quần đảo Nam Orkney cho Argentina, sau đó, năm 1908, Anh Quốc tuyên bố chủ quyền với quần đảo này.
- 1909 – Mười sáu thiết giáp hạm của Hạm đội Great White trở về đến Hoa Kỳ sau một hành trình vòng quanh thế giới.
- 1916 – Người tự xưng Hoàng đế Việt Nam là Phan Xích Long bị hành hình theo phán quyết của tòa án vì tội tấn công vào dinh Thống đốc và Khám Lớn Sài Gòn tại Nam Kỳ.
- 1940 – Tenzin Gyatso, vị Đạt-lại Lạt-ma thứ 14, được tấn phong.
- 1943 – Chiến tranh thế giới thứ hai: Đức bắt đầu rút quân trong trận đèo Kasserine tại Tunisia, sau khi khiến Hoa Kỳ chịu một trong các thất bại tệ nhất trong lịch sử quân sự của họ.
- 1957 – Ngô Đình Diệm, Tổng thống chính quyền Việt Nam Cộng hòa, bị quân của Mặt trận Dân tộc Giải phóng miền Nam Việt Nam ám sát hụt tại Buôn Mê Thuột.
- 1996 – Bénin gia nhập Tổ chức Thương mại Thế giới.
- 1997 – Tại làng Roslin, Scotland các nhà khoa học thông báo đã nhân bản vô tính thành công một con cừu trưởng thành có tên Dolly.
- 1998 – Thế vận hội Mùa đông XVIII bế mạc tại Nagano, Nhật Bản.
- 2007 – Saint-Martin và Saint-Barthélemy tách khỏi Guadeloupe và trở thành các cộng đồng hải ngoại riêng biệt của Pháp.
- 2011 – Một trận động đất mạnh 6,3 độ richter xảy ra tại Christchurch, New Zealand, làm 185 người thiệt mạng.
- 2011 – Nổi dậy ở Bahrain: hàng chục ngàn người tuần hành phản đối cái chết của bảy nạn nhân do lực lượng cảnh sát và quân đội gây ra trong cuộc biểu tình trước đó.
- 2012 – Tai nạn tàu hỏa tại Buenos Aires, Argentina làm 51 người chết, 700 người bị thương.
- 2014 – Tổng thống Ukraina Viktor Yanukovych bị Verkhovna Rada của nước này buộc tội với tỉ lệ phiếu 328–0, hoàn thành mục tiêu của cuộc Biểu tình ủng hộ Liên minh châu Âu ở Ukraina năm 2013.
- 2015 – Một chiếc phà chở 100 hành khách bị lật trên dòng Padma, 70 người thiệt mạng.

## Sinh
- 804 – Vũ Hồn, Quan lại nhà Đường (m. 853)
- 1066 – Lý Nhân Tông, Hoàng đế thứ tư của triều Lý, Việt Nam (m. 1128)
- 1403 – Charles VII, vua Pháp (m. 1461).
- 1732 – George Washington, tổng thống đầu tiên của Hoa Kỳ (m. 1799).
- 1810 – Frédéric Chopin, nhà soạn nhạc Ba Lan (m. 1849).
- 1857 – Robert Baden-Powell, người sáng lập ra Phong trào Hướng đạo vào năm 1907 (m. 1941).
- 1861 – Katō Tomosaburō, thủ tướng Nhật Bản (m. 1923).
- 1889 – Olave Baden-Powell, vợ của Robert Baden-Powell và là Nữ Hướng đạo trưởng Thế giới (m. 1977).
- 1897 – Leonid Aleksandrovich Govorov, Nguyên soái Liên Xô (m. 1955).
- 1918 – Robert Pershing Wadlow, người đoạt kỷ lục cao nhất (m. 1940).
- 1921 – Jean-Bédel Bokassa, hoàng đế Đế quốc Trung Phi (m. 1996).
- 1922 – Hoàng Cầm, nhà thơ Việt Nam.
- 1943 – Horst Köhler, tổng thống Đức.
- 1962 – Steve Irwin (m. 2006).
- 1968 – Đinh Đồng Phụng Việt, Trợ lý Bộ trưởng Tư pháp Hoa Kỳ.
- 1969 – 
  - Brian Laudrup, cầu thủ bóng đá Đan Mạch.
  - Lý Hùng, diễn viên và ca sĩ người Việt Nam
- 1974 – James Blunt, ca sĩ, nhạc sĩ Anh.
- 1975 – Drew Barrymore, diễn viên điện ảnh Mỹ.
- 1981 – Jeanette Biedermann, ca sĩ, diễn viên truyền hình Đức.
- 1983 - Hùng Thuận, diễn viên người Việt Nam
- 1984 – Branislav Ivanović, cầu thủ bóng đá Serbia.
- 1990 - Lâm Vlog, Youtuber người Việt Nam

## Mất
- 1512 – Amerigo Vespucci, nhà thám hiểm Ý (s. 1454).
- 1799 – Hòa Thân, đại thần nhà Thanh (s. 1750).
- 1814 – Tống Phúc Thị Lan, hoàng hậu đầu tiên của nhà Nguyễn, chánh thất của vua Gia Long (s. 1762).
- 1875 – Jean-Baptiste-Camille Corot, họa sĩ Pháp (s. 1796)
- 1913 – Ferdinand de Saussure, nhà ngôn ngữ học Thụy Sĩ (s. 1857).
- 1939 – Aleksandr Ilyich Yegorov, nguyên soái Liên Xô (s. 1883).
- 1942 – Stefan Zweig, nhà văn Áo (s. 1881).
- 1976 – Florence Ballard, ca sĩ Mỹ, thành viên sáng lập The Supremes (s. 1943).
- 1984 – David Vetter (s. 1971)
- 1987 – Andy Warhol, họa sĩ Mỹ (s. 1928).
- 1988 – Đôminicô Nguyễn Văn Lãng, Nguyên giám mục chính tòa Giáo phận Xuân Lộc (s. 1921).
- 1993 – Thái Quang Hoàng, Trung tướng Quân lực Việt Nam Cộng hòa
- 1995 – Louis Hà Kim Danh, Nguyên Giám mục chính tòa Giáo phận Phú Cường (sinh 1913)
- 2009 – Phaolô Giuse Phạm Đình Tụng, hồng y Việt Nam (s. 1919).
- 2005 – Lý Tòng Bá, Chuẩn tướng Quân lực Việt Nam Cộng hòa